# زوزه بکش (فیلم ۲۰۱۰)
زوزه بکش (به انگلیسی: Howl) فیلمی محصول سال ۲۰۱۰ و به کارگردانی راب اپستاین و جفری فریدمن است. در این فیلم بازیگرانی همچون جیمز فرانکو، دیوید استراترن، جان هم، باب بالابان، آلساندرو نیوولا، تریت ویلیامز، جیسون پرسکات، آرون تویت، مری-لوئیز پارکر، جف دانیلز، جک کرواک و لارنس فرلینگتی ایفای نقش کرده‌اند.